# スミゾメカザリシロチョウ
スミゾメカザリシロチョウ（Delias nigrina）は、チョウ目（鱗翅目）アゲハチョウ上科シロチョウ科に分類されるチョウ。

## 分布
オーストラリアに分布する。

## 特徴
開長4cm。翅表は地味だが、翅裏は黒の地色に特徴的な赤い帯がある。
熱帯雨林性の蝶であるものの、庭や公園でも一年中みられる。ヤドリギを食草とする。